# Christopher Gadsden
Christopher Gadsden   (Charleston, 16 de febrer de 1724 - Charleston, 15 de setembre de 1805) fou un soldat i estadista de Carolina del Sud que esdevingué el principal dirigent del moviment Patriota de Carolina del Sud durant la Revolució Americana. Va exercir de delegat al Congrés Continental i va servir com a general de brigada a l'Exèrcit Continental durant la Guerra d'Independència. També va ser el dissenyador de la famosa bandera de Gadsden.

## Primers anys
Gadsden va néixer el 16 de febrer de 1724 a Charleston, Carolina del Sud. Era fill de Thomas Gadsden, que havia servit a l'Armada Reial abans d'esdevenir cobrador de duanes al port de Charleston. Christopher va ser enviat a l'escola prop de Bristol, Anglaterra. Va tornar a Amèrica el 1740 i va servir com a aprenent en una casa de comptatge a Filadèlfia, Pennsilvània. Va heretar una gran fortuna dels seus pares, quan van morir el 1741. De 1745 a 1746 va servir durant la guerra del rei Jordi com a sobrecàrrec en un vaixell de guerra britànic. Va entrar en empreses mercantils i el 1747 havia guanyat prou per tornar a Carolina del Sud i recomprar les terres que el seu pare havia venut perquè necessitava els diners per pagar els deutes. Va construir Benevento Plantation House 1750.

### Guerres Franco-índies
Gadsden començar el seu ascens a la prominència com a comerciant i patriota a Charleston. Va prosperar com a comerciant i va construir el moll a Charleston que encara porta el seu nom. Va servir com a capità d'una companyia de la milícia durant una expedició contra els Cherokees el 1759. Va ser escollit per primera vegada a la Cambra dels Comuns de l'Assemblea en 1757 i va començar una llarga fricció amb els governadors reials autocràtics.
El 1765 l'assemblea el va nomenar un dels seus delegats al Congrés de la Llei de Timbres (Stamp Act Congress) a la ciutat de Nova York, que va ser convocat per protestar contra la Llei de Timbres. Mentre que els seus companys delegats Thomas Lynch i John Rutledge servien en comitès per redactar apel·lacions a la Cambra dels Lords i dels Comuns, respectivament, Gadsden va refusar qualsevol assignació, ja que al seu parer el Parlament no tenia drets en la matèria. Va adreçar suport obert a la Declaració de Drets produïda pel Congrés. Aquest suport va cridar l'atenció de Samuel Adams de Massachusetts i els dos van començar una llarga correspondència i amistat. Gadsden finalment va ser conegut com "el Sam Adams del Sud".

## Anys revolucionaris

Bandera de Gadsden

Al seu retorn de Nova York, Gadsden es va convertir en un dels fundadors i líders dels Fills de la Llibertat a Charleston. Hi havia ascendit al rang de tinent coronel a la milícia. Va ser escollit com a delegat al Primer Congrés Continental el 1774 i el Segon Congrés Continental l'any següent. Va deixar el Congrés a principis de 1776 per assumir el comandament del 1r Regiment de Carolina del Sud de l'Exèrcit Continental i per servir al Congrés Provincial de Carolina del Sud.
Al febrer de 1776, el president de Carolina del Sud John Rutledge el va nomenar general de brigada a càrrec de les forces militars de l'estat. Com que els britànics es preparava per atacar Charleston, el major general Charles Lee va ordenar abandonar posicions perifèriques. Rutledge i els oficials locals no hi van estar d'acord. Es va arribar a un compromís i mentre William Moultrie prepara les defenses a l'illa de Sullivan, Gadsden va pagar, i el seu regiment va construir, un pont que permetés la seva fuga si la posició es veia amenaçada. L'atac britànic va ser repel·lit. El 1778 Gadsden va ser membre de la convenció de Carolina del Sud que va redactar una nova constitució estatal. Aquell mateix any va ser nomenat vicegovernador, en substitució de Henry Laurens, que estava absent al Congrés Continental. Hauria exercit el càrrec fins al 1780. En realitat, per al primer any i mig el seu càrrec es va anomenar "Vicepresident de Carolina del Sud," però quan es va aprovar la nova Constitució el títol va ser canviat a l'ús modern.
Quan els britànics van assetjar Charleston el 1780, John Rutledge, com a president del consell, va fugir a Carolina del Nord per garantir un "govern a l'exili" en cas que caigués la ciutat. Gadsden es va mantenir, juntament amb el governador Rawlins Lowndes. El general Benjamin Lincoln va rendir la guarnició de l'Exèrcit Continental el 12 de maig al general Clinton. Alhora, Gadsden va representar el govern civil i va rendir la ciutat. Va ser enviat en llibertat condicional a la seva casa de Charleston.

### Presoner de guerra
Després del retorn del general Clinton a Nova York, el nou comandant britànic al Sud, el general Cornwallis va canviar les regles. El matí del 27 d'agost va detenir una vintena de funcionaris civils en llibertat condicional. Van ser portats com a presoners en un vaixell a Saint Augustine, Florida. Quan van arribar, el governador Tonyn va oferir la llibertat de la ciutat a canvi de la seva llibertat condicional. La majoria va acceptar, però Gadsden s'hi va negar al·legant que els britànics ja havia violat una llibertat condicional i que no podia donar la seva paraula a un sistema fals. Com a resultat, va passar les següents 42 setmanes en règim d'aïllament en una habitació de la presó a l'antiga fortalesa espanyola del Castell de San Marcos. Quan finalment van ser alliberats, el 1781, van ser enviats amb un vaixell mercant a Filadèlfia. Un cop allà, Gadsden es va assabentar de la derrota del subordinat de Cornwallis, Banastre Tarleton, a Cowpens i el posterior moviment de Cornwallis a Yorktown. Gadsden es va traslladar ràpidament a casa per ajudar a la restauració del govern civil de Carolina del Sud.

## Darrers anys
Gadsden va ser retornat a la Cambra de Representants de l'estat, reunida a Jacksonboro. En aquesta sessió, el governador Randolph i president de facto Rutledge van renunciar als seus càrrecs. Gadsden va ser escollit governador, però va considerar que havia de renunciar-hi. La seva salut encara es veia afectada pel seu empresonament i era necessari un governador actiu, ja que els britànics encara no havien renunciat a Charleston. Així, el 1782, John Mathews es va convertir en el nou governador.
Gadsden també va ser membre de la convenció estatal el 1788 i va votar a favor de la ratificació de la Constitució dels Estats Units. Va morir d'una caiguda accidental el 28 d'agost de 1805 a Charleston i és enterrat al cementiri de Saint Phillip.
Gadsden es va casar tres vegades i va tenir quatre fills amb la seva segona esposa.